# Schlüßlberg
Schlüßlberg település Ausztriában, Felső-Ausztria tartományban, a Grieskircheni járásban, területe 19,9 km².

## Fekvése
Tengerszint feletti magassága 320 méter. Schlüßlberg Pollham, Bad Schallerbach, Pichl bei Wels, Kematen am Innbach, Gallspach és Grieskirchen településekkel határos.

## Népesség
Lakosainak száma 3091 fő (2018. január 1.).